# Нанси-Уэст (кантон)
Нанси-Уэст (фр. Nancy-Ouest) — кантон во Франции, находится в регионе Лотарингия. Департамент кантона — Мёрт и Мозель. Входит в состав округа Нанси. Население кантона на 2011 год составляло 33 065 человек.
Код INSEE кантона 5421. Один из старейших кантонов бывшего округа Мёрт, созданного в 1871 году согласно Франкфуртскому договору. В кантон Нанси-Уэст входит часть коммуны Нанси.

## Коммуны кантона
| Коммуна | Население | Почтовый индекс | Код INSEE |
| ------- | --------- | --------------- | --------- |
| Нанси   | 103 605   | 54100           | 54395     |